# Équipe du Portugal de football à la Coupe du monde 2022
Cet article relate le parcours de l'équipe du Portugal de football lors de la Coupe du monde de football de 2022 organisé en Qatar du 20 novembre au 18 décembre 2022.

## Qualifications

### Groupe A
| Rang | Équipe               | Pts | J | G | N | P | Bp | Bc | Diff |  | Résultats (▼ dom., ► ext.) |     |     |     |     |     |
| ---- | -------------------- | --- | - | - | - | - | -- | -- | ---- |  | -------------------------- | --- | --- | --- | --- | --- |
| 1    | Serbie               | 20  | 8 | 6 | 2 | 0 | 18 | 9  | +9   |  | Serbie                     |     | 2-2 | 3-2 | 4-1 | 3-1 |
| 2    | Portugal             | 17  | 8 | 5 | 2 | 1 | 17 | 6  | +11  |  | Portugal                   | 1-2 |     | 2-1 | 5-0 | 1-0 |
| 3    | République d'Irlande | 9   | 8 | 2 | 3 | 3 | 11 | 8  | +3   |  | République d'Irlande       | 1-1 | 0-0 |     | 0-1 | 1-1 |
| 4    | Luxembourg           | 9   | 8 | 3 | 0 | 5 | 8  | 18 | -10  |  | Luxembourg                 | 0-1 | 1-3 | 0-3 |     | 2-1 |
| 5    | Azerbaïdjan          | 1   | 8 | 0 | 1 | 7 | 5  | 18 | -13  |  | Azerbaïdjan                | 1-2 | 0-3 | 0-3 | 1-3 |     |

| 1re journée        | Portugal           | 1 - 0                         | Azerbaïdjan |                                                                                          |                                                                                          |
| 24 mars 2021 20h45 | Medvedev 36e (csc) | (1 - 0)                       |             | Juventus Stadium, Turin ( Italie) Spectateurs : 0 (huis-clos) Arbitrage : Daniel Siebert | Juventus Stadium, Turin ( Italie) Spectateurs : 0 (huis-clos) Arbitrage : Daniel Siebert |
| 24 mars 2021 20h45 | Fernandes 82e      | Rapport (FIFA) Rapport (UEFA) | 52e Emreli  | Juventus Stadium, Turin ( Italie) Spectateurs : 0 (huis-clos) Arbitrage : Daniel Siebert | Juventus Stadium, Turin ( Italie) Spectateurs : 0 (huis-clos) Arbitrage : Daniel Siebert |

| 2e journée         | Serbie                                           | 2 - 2                         | Portugal                                  |                                                                                          |                                                                                          |
| 27 mars 2021 20h45 | Mitrović 46e · Kostić 60e                        | (0 - 2)                       | 11e 36e Jota                              | Stade de l'Étoile rouge, Belgrade Spectateurs : 0 (huis-clos) Arbitrage : Danny Makkelie | Stade de l'Étoile rouge, Belgrade Spectateurs : 0 (huis-clos) Arbitrage : Danny Makkelie |
| 27 mars 2021 20h45 | Maksimović 57e · Mitrović 85e · Milenković 90+2e | Rapport (FIFA) Rapport (UEFA) | 53e Fernandes · 54e Fonte · 90+4e Ronaldo | Stade de l'Étoile rouge, Belgrade Spectateurs : 0 (huis-clos) Arbitrage : Danny Makkelie | Stade de l'Étoile rouge, Belgrade Spectateurs : 0 (huis-clos) Arbitrage : Danny Makkelie |

| 3e journée         | Luxembourg      | 1 - 3                         | Portugal                                |                                                                                      |                                                                                      |
| 30 mars 2021 20h45 | Rodrigues 30e   | (1 - 1)                       | 45+2e Jota · 51e Ronaldo · 80e Palhinha | Stade Josy-Barthel, Luxembourg Spectateurs : 0 (huis-clos) Arbitrage : Sergei Ivanov | Stade Josy-Barthel, Luxembourg Spectateurs : 0 (huis-clos) Arbitrage : Sergei Ivanov |
| 30 mars 2021 20h45 | Chanot 20e, 87e | Rapport (FIFA) Rapport (UEFA) | 39e Jota · 70e Dias · 83e Sanches       | Stade Josy-Barthel, Luxembourg Spectateurs : 0 (huis-clos) Arbitrage : Sergei Ivanov | Stade Josy-Barthel, Luxembourg Spectateurs : 0 (huis-clos) Arbitrage : Sergei Ivanov |

| 4e journée                       | Portugal          | 2 - 1                         | République d'Irlande                                     |                                                                                                 |                                                                                                 |
| 1er septembre 2021 20h45 (19h45) | Ronaldo 89e 90+6e | (0 - 1)                       | 45e Egan                                                 | Stade de l'Algarve, Faro Spectateurs : 7 831 Arbitrage : Matej Jug Arbitre vidéo : Paolo Valeri | Stade de l'Algarve, Faro Spectateurs : 7 831 Arbitrage : Matej Jug Arbitre vidéo : Paolo Valeri |
| 1er septembre 2021 20h45 (19h45) | Ronaldo 90+7e     | Rapport (FIFA) Rapport (UEFA) | 10e Hendrick · 33e O'Shea · 45+2e Connolly · 56e Doherty | Stade de l'Algarve, Faro Spectateurs : 7 831 Arbitrage : Matej Jug Arbitre vidéo : Paolo Valeri | Stade de l'Algarve, Faro Spectateurs : 7 831 Arbitrage : Matej Jug Arbitre vidéo : Paolo Valeri |

| 6e journée                     | Azerbaïdjan                                  | 0 - 3                         | Portugal                               | | |
| 7 septembre 2021 18h00 (20h00) |                                              | (0 - 2)                       | 26e B. Silva · 31e A. Silva · 75e Jota | Olimpiya Stadionu, Bakou Spectateurs : 20 574 Arbitrage : Marco Guida Arbitre vidéo : Marco Di Bello | Olimpiya Stadionu, Bakou Spectateurs : 20 574 Arbitrage : Marco Guida Arbitre vidéo : Marco Di Bello |
| 7 septembre 2021 18h00 (20h00) | Alaskarov 16e · Ghorbani 61e · Haghverdi 77e | Rapport (FIFA) Rapport (UEFA) | 15e Palhinha · 90e Mendes              | Olimpiya Stadionu, Bakou Spectateurs : 20 574 Arbitrage : Marco Guida Arbitre vidéo : Marco Di Bello | Olimpiya Stadionu, Bakou Spectateurs : 20 574 Arbitrage : Marco Guida Arbitre vidéo : Marco Di Bello |

| 8e journée                    | Portugal                                                        | 5 - 0                         | Luxembourg          | | |
| 12 octobre 2021 20h45 (19h45) | Ronaldo 8e (pen.) 13e (pen.) 87e · Fernandes 18e · Palhinha 69e | (3 - 0)                       |                     | Stade de l'Algarve, Faro Spectateurs : 18 553 Arbitrage : Benoît Bastien Arbitre vidéo : Benoît Millot | Stade de l'Algarve, Faro Spectateurs : 18 553 Arbitrage : Benoît Bastien Arbitre vidéo : Benoît Millot |
| 12 octobre 2021 20h45 (19h45) | Mendes 22e · Cancelo 84e                                        | Rapport (FIFA) Rapport (UEFA) | 32e Martins Pereira | Stade de l'Algarve, Faro Spectateurs : 18 553 Arbitrage : Benoît Bastien Arbitre vidéo : Benoît Millot | Stade de l'Algarve, Faro Spectateurs : 18 553 Arbitrage : Benoît Bastien Arbitre vidéo : Benoît Millot |

| 9e journée                     | République d'Irlande                     | 0 - 0                         | Portugal                   | | |
| 11 novembre 2021 20h45 (19h45) |                                          | (0 - 0)                       |                            | Aviva Stadium, Dublin Spectateurs : 50 373 Arbitrage : Jesús Gil Manzano Arbitre vidéo : Alejandro Hernández Hernández | Aviva Stadium, Dublin Spectateurs : 50 373 Arbitrage : Jesús Gil Manzano Arbitre vidéo : Alejandro Hernández Hernández |
| 11 novembre 2021 20h45 (19h45) | Ogbene 29e · Coleman 54e · Doherty 90+3e | Rapport (FIFA) Rapport (UEFA) | 71e Danilo · 72e, 82e Pepe | Aviva Stadium, Dublin Spectateurs : 50 373 Arbitrage : Jesús Gil Manzano Arbitre vidéo : Alejandro Hernández Hernández | Aviva Stadium, Dublin Spectateurs : 50 373 Arbitrage : Jesús Gil Manzano Arbitre vidéo : Alejandro Hernández Hernández |

| 10e journée                    | Portugal                                | 1 - 2                         | Serbie                                                      | | |
| 14 novembre 2021 20h45 (19h45) | Sanches 2e                              | (1 - 1)                       | 33e Tadić · 90e Mitrović                                    | Estádio da Luz, Lisbonne Spectateurs : 58 873 Arbitrage : Daniele Orsato Arbitre vidéo : Massimiliano Irrati | Estádio da Luz, Lisbonne Spectateurs : 58 873 Arbitrage : Daniele Orsato Arbitre vidéo : Massimiliano Irrati |
| 14 novembre 2021 20h45 (19h45) | Cancelo 8e · Moutinho 61e · Sanches 68e | Rapport (FIFA) Rapport (UEFA) | 13e Gudelj · 66e Pavlović · 70e Milenković · 90+1e Mitrović | Estádio da Luz, Lisbonne Spectateurs : 58 873 Arbitrage : Daniele Orsato Arbitre vidéo : Massimiliano Irrati | Estádio da Luz, Lisbonne Spectateurs : 58 873 Arbitrage : Daniele Orsato Arbitre vidéo : Massimiliano Irrati |

### Barrages

#### Voie C

##### Demi-finale
| 24 mars 2022          | Portugal                            | 3 - 1   | Turquie                                                | | |
| 20h45 CET (19h45 WET) | Otávio 15e · Jota 42e · Nunes 90+4e | (2 - 0) | 65e Yılmaz                                             | Stade du Dragon, Porto Spectateurs : 48 010 Arbitrage : Daniel Siebert Arbitre vidéo : Marco Fritz | Stade du Dragon, Porto Spectateurs : 48 010 Arbitrage : Daniel Siebert Arbitre vidéo : Marco Fritz |
| 20h45 CET (19h45 WET) | Jota 35e · Moutinho 86e             | Rapport | 35e Çelik · 69e Çalhanoğlu · 76e Demiral · 90+6e Toköz | Stade du Dragon, Porto Spectateurs : 48 010 Arbitrage : Daniel Siebert Arbitre vidéo : Marco Fritz | Stade du Dragon, Porto Spectateurs : 48 010 Arbitrage : Daniel Siebert Arbitre vidéo : Marco Fritz |

##### Finale
| 29 mars 2022            | Portugal          | 2 - 0   | Macédoine du Nord        | | |
| 20h45 CEST (19h45 WEST) | Fernandes 32e 65e | (1 - 0) |                          | Stade du Dragon, Porto Spectateurs : 48 010 Arbitrage : Anthony Taylor Arbitre vidéo : Chris Kavanagh | Stade du Dragon, Porto Spectateurs : 48 010 Arbitrage : Anthony Taylor Arbitre vidéo : Chris Kavanagh |
| 20h45 CEST (19h45 WEST) | Cancelo 68e       | Rapport | 68e Musliu · 74e Alioski | Stade du Dragon, Porto Spectateurs : 48 010 Arbitrage : Anthony Taylor Arbitre vidéo : Chris Kavanagh | Stade du Dragon, Porto Spectateurs : 48 010 Arbitrage : Anthony Taylor Arbitre vidéo : Chris Kavanagh |

## Préparation

### Matchs de préparation à la Coupe du monde

#### Ligue des Nations
| 1er match         | Espagne    | 1 - 1   | Portugal  | | |
| 2 juin 2022 20h45 | Morata 25e | (1 - 0) | 82e Horta | Stade Benito-Villamarín, Séville Spectateurs : 41 236 Arbitrage : Michael Oliver Arbitre vidéo : Stuart Attwell | Stade Benito-Villamarín, Séville Spectateurs : 41 236 Arbitrage : Michael Oliver Arbitre vidéo : Stuart Attwell |
| 2 juin 2022 20h45 | Rapport    |         |           | Stade Benito-Villamarín, Séville Spectateurs : 41 236 Arbitrage : Michael Oliver Arbitre vidéo : Stuart Attwell | Stade Benito-Villamarín, Séville Spectateurs : 41 236 Arbitrage : Michael Oliver Arbitre vidéo : Stuart Attwell |

| 2e match                  | Portugal                                     | 4 - 0   | Suisse | | |
| 5 juin 2022 20h45 (19h45) | Carvalho 15e · Ronaldo 35e 39e · Cancelo 68e | (3 - 0) |        | Estádio José Alvalade XXI, Lisbonne Spectateurs : 42 325 Arbitrage : Orel Grinfeld Arbitre vidéo : Bastian Dankert | Estádio José Alvalade XXI, Lisbonne Spectateurs : 42 325 Arbitrage : Orel Grinfeld Arbitre vidéo : Bastian Dankert |
| 5 juin 2022 20h45 (19h45) | Rapport                                      |         |        | Estádio José Alvalade XXI, Lisbonne Spectateurs : 42 325 Arbitrage : Orel Grinfeld Arbitre vidéo : Bastian Dankert | Estádio José Alvalade XXI, Lisbonne Spectateurs : 42 325 Arbitrage : Orel Grinfeld Arbitre vidéo : Bastian Dankert |

| 3e match                  | Portugal                 | 2 - 0   | Tchéquie | | |
| 9 juin 2022 20h45 (19h45) | Cancelo 33e · Guedes 38e | (2 - 0) |          | Estádio José Alvalade XXI, Lisbonne Spectateurs : 44 100 Arbitrage : Matej Jug Arbitre vidéo : Rade Obrenović | Estádio José Alvalade XXI, Lisbonne Spectateurs : 44 100 Arbitrage : Matej Jug Arbitre vidéo : Rade Obrenović |
| 9 juin 2022 20h45 (19h45) | Rapport                  |         |          | Estádio José Alvalade XXI, Lisbonne Spectateurs : 44 100 Arbitrage : Matej Jug Arbitre vidéo : Rade Obrenović | Estádio José Alvalade XXI, Lisbonne Spectateurs : 44 100 Arbitrage : Matej Jug Arbitre vidéo : Rade Obrenović |

| 4e match           | Suisse        | 1 - 0   | Portugal | | |
| 12 juin 2022 20h45 | Seferović 1re | (1 - 0) |          | Stade de Genève, Genève Spectateurs : 26 300 Arbitrage : Fran Jović (de) Arbitre vidéo : Paolo Valeri | Stade de Genève, Genève Spectateurs : 26 300 Arbitrage : Fran Jović (de) Arbitre vidéo : Paolo Valeri |
| 12 juin 2022 20h45 | Rapport       |         |          | Stade de Genève, Genève Spectateurs : 26 300 Arbitrage : Fran Jović (de) Arbitre vidéo : Paolo Valeri | Stade de Genève, Genève Spectateurs : 26 300 Arbitrage : Fran Jović (de) Arbitre vidéo : Paolo Valeri |

| 5e match                | Tchéquie | 0 - 4   | Portugal                                   | | |
| 24 septembre 2022 20h45 |          | (0 - 2) | 33e 52e Dalot · 45+2e Fernandes · 82e Jota | Sinobo Stadium, Prague Spectateurs : 19 322 Arbitrage : Srđan Jovanović Arbitre vidéo : Bastian Dankert | Sinobo Stadium, Prague Spectateurs : 19 322 Arbitrage : Srđan Jovanović Arbitre vidéo : Bastian Dankert |
| 24 septembre 2022 20h45 | Rapport  |         |                                            | Sinobo Stadium, Prague Spectateurs : 19 322 Arbitrage : Srđan Jovanović Arbitre vidéo : Bastian Dankert | Sinobo Stadium, Prague Spectateurs : 19 322 Arbitrage : Srđan Jovanović Arbitre vidéo : Bastian Dankert |

| 6e match                        | Portugal | 0 - 1   | Espagne    | | |
| 27 septembre 2022 20h45 (19h45) |          | (0 - 0) | 88e Morata | Stade municipal de Braga, Braga Spectateurs : 28 196 Arbitrage : Daniele Orsato Arbitre vidéo : Massimiliano Irrati | Stade municipal de Braga, Braga Spectateurs : 28 196 Arbitrage : Daniele Orsato Arbitre vidéo : Massimiliano Irrati |
| 27 septembre 2022 20h45 (19h45) | Rapport  |         |            | Stade municipal de Braga, Braga Spectateurs : 28 196 Arbitrage : Daniele Orsato Arbitre vidéo : Massimiliano Irrati | Stade municipal de Braga, Braga Spectateurs : 28 196 Arbitrage : Daniele Orsato Arbitre vidéo : Massimiliano Irrati |

#### Matchs amicaux
| 1er match              | Portugal                                  | 4 - 0   | Nigeria |                                     |                                     |
| 17 novembre 2022 19h45 | Fernandes 09e 35e · Ramos 82e · Mário 84e | (2 - 0) |         | Estádio José Alvalade XXI, Lisbonne | Estádio José Alvalade XXI, Lisbonne |

## Effectif
La liste de joueurs sélectionnés, sera dévoilée le jeudi 10 novembre 2022 par Fernando Santos à 18h30 ; elle comptera entre 23 et 26 joueurs.
L'attaquant de Liverpool Diogo Jota (blessure au mollet droit) et l'ailier des Wolves Pedro Neto (blessure ligamentaire à la cheville) ont déclaré forfait.
| Numéro / Nom       | Numéro / Nom      | Club                    | Date de naissance et âge*  | J.              | Buts            |                 |                 |                 |
| Gardiens de but    | Gardiens de but   | Gardiens de but         | Gardiens de but            | Gardiens de but | Gardiens de but | Gardiens de but | Gardiens de but | Gardiens de but |
| ------------------ | ----------------- | ----------------------- | -------------------------- | --------------- | --------------- | --------------- | --------------- | --------------- |
| 1                  | Rui Patrício      | AS Rome                 | 15 février 1988 (34 ans)   | 0               | 0               | 0               | 0               | 0               |
| 12                 | José Sá           | Wolverhampton Wanderers | 17 janvier 1993 (29 ans)   | 0               | 0               | 0               | 0               | 0               |
| 22                 | Diogo Costa       | FC Porto                | 19 septembre 1999 (23 ans) | 5               | 0               | 0               | 0               | 0               |
| Défenseurs         |                   |                         |                            |                 |                 |                 |                 |                 |
| 2                  | Diogo Dalot       | Manchester United       | 18 mars 1999 (23 ans)      | 3               | 0               | 0               | 0               | 0               |
| 3                  | Pepe              | FC Porto                | 26 février 1983 (39 ans)   | 4               | 1               | 0               | 0               | 0               |
| 4                  | Rúben Dias        | Manchester City         | 14 mai 1997 (25 ans)       | 4               | 0               | 1               | 0               | 0               |
| 5                  | Raphaël Guerreiro | Borussia Dortmund       | 22 décembre 1993 (28 ans)  | 4               | 1               | 0               | 0               | 0               |
| 13                 | Danilo Pereira    | Paris Saint-Germain     | 9 septembre 1991 (31 ans)  | 1               | 0               | 1               | 0               | 0               |
| 19                 | Nuno Mendes       | Paris Saint-Germain     | 19 juin 2002 (20 ans)      | 1               | 0               | 0               | 0               | 0               |
| 20                 | João Cancelo      | Manchester City         | 27 mai 1994 (28 ans)       | 4               | 0               | 0               | 0               | 0               |
| 24                 | António Silva     | SL Benfica              | 30 octobre 2003 (19 ans)   | 1               | 0               | 0               | 0               | 0               |
| Milieux de terrain |                   |                         |                            |                 |                 |                 |                 |                 |
| 6                  | João Palhinha     | Fulham FC               | 9 juillet 1995 (27 ans)    | 3               | 0               | 0               | 0               | 0               |
| 8                  | Bruno Fernandes   | Manchester United       | 8 septembre 1994 (28 ans)  | 4               | 2               | 1               | 0               | 0               |
| 10                 | Bernardo Silva    | Manchester City         | 10 août 1994 (28 ans)      | 5               | 0               | 0               | 0               | 0               |
| 14                 | William Carvalho  | Real Betis Balompié     | 7 avril 1992 (30 ans)      | 4               | 0               | 0               | 0               | 0               |
| 16                 | Vitinha           | Paris Saint-Germain     | 13 février 2000 (22 ans)   | 3               | 0               | 1               | 0               | 0               |
| 17                 | João Mário        | SL Benfica              | 19 janvier 1993 (29 ans)   | 2               | 0               | 0               | 0               | 0               |
| 18                 | Rúben Neves       | Wolverhampton Wanderers | 13 mars 1997 (25 ans)      | 5               | 0               | 1               | 0               | 0               |
| 23                 | Matheus Nunes     | Wolverhampton Wanderers | 27 août 1998 (24 ans)      | 2               | 0               | 0               | 0               | 0               |
| 25                 | Otávio            | FC Porto                | 9 février 1995 (27 ans)    | 3               | 0               | 0               | 0               | 0               |
| Attaquants         |                   |                         |                            |                 |                 |                 |                 |                 |
| 7                  | Cristiano Ronaldo | Manchester United       | 5 février 1985 (37 ans)    | 5               | 1               | 0               | 0               | 0               |
| 9                  | André Silva       | RB Leipzig              | 6 novembre 1995 (27 ans)   | 1               | 0               | 0               | 0               | 0               |
| 11                 | João Félix        | Atlético de Madrid      | 10 novembre 1999 (23 ans)  | 4               | 1               | 1               | 0               | 0               |
| 15                 | Rafael Leão       | AC Milan                | 10 juin 1999 (23 ans)      | 5               | 2               | 0               | 0               | 0               |
| 21                 | Ricardo Horta     | SC Braga                | 15 septembre 1994 (28 ans) | 3               | 1               | 0               | 0               | 0               |
| 26                 | Gonçalo Ramos     | SL Benfica              | 20 juin 2001 (21 ans)      | 4               | 3               | 0               | 0               | 0               |
| Sélectionneur      |                   |                         |                            |                 |                 |                 |                 |                 |
|                    | Fernando Santos   |                         | 10 octobre 1954 (68 ans)   |                 |                 |                 |                 |                 |

* NB : Les âges sont calculés au début de la Coupe du monde 2022, le 20 novembre 2022.

## Compétition

### Premier tour
|   | Équipe       | Pts | J | G | N | P | Bp | Bc | Diff |
| 1 | Portugal     | 6   | 3 | 2 | 0 | 1 | 6  | 4  | +2   |
| 2 | Corée du Sud | 4   | 3 | 1 | 1 | 1 | 4  | 4  | 0    |
| 3 | Uruguay      | 4   | 3 | 1 | 1 | 1 | 2  | 2  | 0    |
| 4 | Ghana        | 3   | 3 | 1 | 0 | 2 | 5  | 7  | -2   |

| 14 | 24 novembre 2022 | Uruguay      | 0 - 0 | Corée du Sud |
| 15 | 24 novembre 2022 | Portugal     | 3 - 2 | Ghana        |
| 30 | 28 novembre 2022 | Corée du Sud | 2 - 3 | Ghana        |
| 32 | 28 novembre 2022 | Portugal     | 2 - 0 | Uruguay      |
| 45 | 2 décembre 2022  | Ghana        | 0 - 2 | Uruguay      |
| 46 | 2 décembre 2022  | Corée du Sud | 2 - 1 | Portugal     |

#### Portugal - Ghana
| Match 15                                                     | Portugal                                                            | 3 - 2   | Ghana                    | Stade 974, Doha                                                                   |                                                                                   |
| 24 novembre 2022 · 19:00 (UTC+3) · Historique des rencontres | Ronaldo 65e (pen.) · ( Fernandes) Félix 78e · ( Fernandes) Leão 80e | (0 - 0) | 73e A. Ayew · 89e Bukari | Spectateurs : 42 662 Arbitrage : Ismail Elfath Arbitre vidéo : Armando Villarreal | Spectateurs : 42 662 Arbitrage : Ismail Elfath Arbitre vidéo : Armando Villarreal |
| 24 novembre 2022 · 19:00 (UTC+3) · Historique des rencontres | Rapport                                                             |         |                          | Spectateurs : 42 662 Arbitrage : Ismail Elfath Arbitre vidéo : Armando Villarreal | Spectateurs : 42 662 Arbitrage : Ismail Elfath Arbitre vidéo : Armando Villarreal |

| Portugal | Ghana |

| PORTUGAL :      |    |                   |       |     |
|                 |    |                   |       |     |
| Gardien de but  | 22 | Diogo Costa       |       |     |
|                 | 05 | Raphaël Guerreiro |       |     |
|                 | 13 | Danilo Pereira    | 90+1e |     |
|                 | 04 | Rúben Dias        |       |     |
|                 | 20 | João Cancelo      |       |     |
|                 | 18 | Rúben Neves       |       | 77e |
|                 | 08 | Bruno Fernandes   | 90+5e |     |
|                 | 10 | Bernardo Silva    |       | 88e |
|                 | 11 | João Félix        |       | 88e |
|                 | 07 | Cristiano Ronaldo |       | 88e |
|                 | 25 | Otávio            |       | 56e |
| Remplaçants :   |    |                   |       |     |
|                 | 14 | William Carvalho  |       | 56e |
|                 | 15 | Rafael Leão       |       | 77e |
|                 | 06 | João Palhinha     |       | 88e |
|                 | 26 | Gonçalo Ramos     |       | 88e |
|                 | 17 | João Mário        |       | 88e |
| Sélectionneur : |    |                   |       |     |
| Fernando Santos |    |                   |       |     |

| GHANA :         |    |                    |       |       |
|                 |    |                    |       |       |
| Gardien de but  | 01 | Lawrence Ati-Zigi  |       |       |
|                 | 17 | Baba Rahman        |       |       |
|                 | 04 | Mohammed Salisu    |       | 90+2e |
|                 | 18 | Daniel Amartey     |       |       |
|                 | 23 | Alexander Djiku    |       |       |
|                 | 26 | Alidu Seidu        | 57e   | 66e   |
|                 | 10 | André Ayew         | 49e   | 77e   |
|                 | 21 | Salis Abdul Samed  |       | 90+2e |
|                 | 05 | Thomas Partey      |       |       |
|                 | 20 | Mohammed Kudus     | 45+1e | 77e   |
|                 | 19 | Iñaki Williams     | 90+1e |       |
| Remplaçants :   |    |                    |       |       |
|                 | 02 | Tariq Lamptey      |       | 66e   |
|                 | 11 | Osman Bukari       |       | 77e   |
|                 | 09 | Jordan Ayew        |       | 77e   |
|                 | 08 | Daniel-Kofi Kyereh |       | 90+2e |
|                 | 25 | Antoine Semenyo    |       | 90+2e |
| Sélectionneur : |    |                    |       |       |
| Otto Addo       |    |                    |       |       |

| Assistants : Kyle Atkins Corey Parker Quatrième arbitre : Stéphanie Frappart Assistants arbitre vidéo : Drew Fischer Alessandro Giallatini Shaun Evans Homme du Match : Cristiano Ronaldo |

#### Portugal - Uruguay
| Match 32                                                     | Portugal                                            | 2 - 0   | Uruguay | Stade de Lusail, Lusail                                                           |                                                                                   |
| 28 novembre 2022 · 22:00 (UTC+3) · Historique des rencontres | ( Guerreiro) Fernandes 54e · Fernandes 90+3e (pen.) | (0 - 0) |         | Spectateurs : 88 668 Arbitrage : Alireza Faghani Arbitre vidéo : Abdulla Al-Marri | Spectateurs : 88 668 Arbitrage : Alireza Faghani Arbitre vidéo : Abdulla Al-Marri |
| 28 novembre 2022 · 22:00 (UTC+3) · Historique des rencontres | Rapport                                             |         |         | Spectateurs : 88 668 Arbitrage : Alireza Faghani Arbitre vidéo : Abdulla Al-Marri | Spectateurs : 88 668 Arbitrage : Alireza Faghani Arbitre vidéo : Abdulla Al-Marri |

| Portugal | Uruguay |

| PORTUGAL :      |    |                   |     |     |
|                 |    |                   |     |     |
| Gardien de but  | 22 | Diogo Costa       |     |     |
|                 | 19 | Nuno Mendes       |     | 42e |
|                 | 03 | Pepe              |     |     |
|                 | 04 | Rúben Dias        | 89e |     |
|                 | 20 | João Cancelo      |     |     |
|                 | 14 | William Carvalho  |     | 82e |
|                 | 18 | Rúben Neves       | 38e | 69e |
|                 | 10 | Bernardo Silva    |     |     |
|                 | 11 | João Félix        | 77e | 82e |
|                 | 07 | Cristiano Ronaldo |     | 82e |
|                 | 08 | Bruno Fernandes   |     |     |
| Remplaçants :   |    |                   |     |     |
|                 | 05 | Raphaël Guerreiro |     | 42e |
|                 | 15 | Rafael Leão       |     | 69e |
|                 | 23 | Matheus Nunes     |     | 82e |
|                 | 26 | Gonçalo Ramos     |     | 82e |
|                 | 06 | João Palhinha     |     | 82e |
| Sélectionneur : |    |                   |     |     |
| Fernando Santos |    |                   |     |     |

| URUGUAY :       |    |                        |     |     |
|                 |    |                        |     |     |
| Gardien de but  | 23 | Sergio Rochet          |     |     |
|                 | 16 | Mathías Olivera        | 44e | 86e |
|                 | 19 | Sebastián Coates       |     |     |
|                 | 03 | Diego Godín            |     | 62e |
|                 | 02 | José María Giménez     |     |     |
|                 | 06 | Rodrigo Bentancur      | 6e  |     |
|                 | 05 | Matías Vecino          |     | 62e |
|                 | 15 | Federico Valverde      |     |     |
|                 | 11 | Darwin Núñez           |     | 72e |
|                 | 21 | Edinson Cavani         |     | 72e |
|                 | 13 | Guillermo Varela       |     |     |
| Remplaçants :   |    |                        |     |     |
|                 | 10 | Giorgian De Arrascaeta |     | 62e |
|                 | 08 | Facundo Pellistri      |     | 62e |
|                 | 18 | Maxi Gómez             |     | 72e |
|                 | 09 | Luis Suárez            |     | 72e |
|                 | 17 | Matías Viña            |     | 86e |
| Sélectionneur : |    |                        |     |     |
| Diego Alonso    |    |                        |     |     |

| Assistants : Mohammadreza Mansouri Mohammadreza Abolfazli Quatrième arbitre : Abdulrahman Al-Jassim Assistants arbitre vidéo : Shaun Evans Anton Shchetinin Rédouane Jiyed Homme du Match : Bruno Fernandes |

#### Corée du Sud - Portugal
| Match 46                                                    | Corée du Sud                                   | 2 - 1   | Portugal          | Stade Education City, Al Rayyan                                              |                                                                              |
| 2 décembre 2022 · 18:00 (UTC+3) · Historique des rencontres | Kim Y.-G. 27e · ( Son H.-M.) Hwang H.-C. 90+1e | (1 - 1) | 5e Horta (Dalot ) | Spectateurs : 44 097 Arbitrage : Facundo Tello Arbitre vidéo : Nicolás Gallo | Spectateurs : 44 097 Arbitrage : Facundo Tello Arbitre vidéo : Nicolás Gallo |
| 2 décembre 2022 · 18:00 (UTC+3) · Historique des rencontres | Rapport                                        |         |                   | Spectateurs : 44 097 Arbitrage : Facundo Tello Arbitre vidéo : Nicolás Gallo | Spectateurs : 44 097 Arbitrage : Facundo Tello Arbitre vidéo : Nicolás Gallo |

| Corée du Sud | Portugal |

| CORÉE DU SUD :         |    |                |       |       |
|                        |    |                |       |       |
| Gardien de but         | 01 | Kim Seung-gyu  |       |       |
|                        | 03 | Kim Jin-su     |       |       |
|                        | 19 | Kim Young-gwon |       | 81e   |
|                        | 20 | Kwon Kyung-won |       |       |
|                        | 15 | Kim Moon-hwan  |       |       |
|                        | 05 | Jung Woo-young |       |       |
|                        | 18 | Lee Kang-in    | 36e   | 81e   |
|                        | 06 | Hwang In-beom  |       |       |
|                        | 07 | Son Heung-min  |       |       |
|                        | 09 | Cho Gue-sung   |       | 90+3e |
|                        | 10 | Lee Jae-sung   |       | 65e   |
| Remplaçants :          |    |                |       |       |
|                        | 11 | Hwang Hee-chan | 90+2e | 65e   |
|                        | 16 | Hwang Ui-jo    |       | 81e   |
|                        | 13 | Son Jun-ho     |       | 81e   |
|                        | 24 | Cho Yu-min     |       | 90+3e |
| Sélectionneur :        |    |                |       |       |
| Paulo Bento (suspendu) |    |                |       |       |

| PORTUGAL :      |    |                   |  |     |
|                 |    |                   |  |     |
| Gardien de but  | 22 | Diogo Costa       |  |     |
|                 | 02 | Diogo Dalot       |  |     |
|                 | 24 | António Silva     |  |     |
|                 | 03 | Pepe              |  |     |
|                 | 20 | João Cancelo      |  |     |
|                 | 18 | Rúben Neves       |  | 65e |
|                 | 17 | João Mário        |  | 81e |
|                 | 23 | Matheus Nunes     |  | 65e |
|                 | 21 | Ricardo Horta     |  |     |
|                 | 07 | Cristiano Ronaldo |  | 65e |
|                 | 16 | Vitinha           |  | 81e |
| Remplaçants :   |    |                   |  |     |
|                 | 06 | João Palhinha     |  | 65e |
|                 | 15 | Rafael Leão       |  | 65e |
|                 | 09 | André Silva       |  | 65e |
|                 | 10 | Bernardo Silva    |  | 81e |
|                 | 14 | William Carvalho  |  | 81e |
| Sélectionneur : |    |                   |  |     |
| Fernando Santos |    |                   |  |     |

| Assistants : Ezequiel Brailovsky Gabriel Chade Quatrième arbitre : Maguette Ndiaye Assistants arbitre vidéo : Juan Soto Bruno Boschilia Armando Villarreal Homme du Match : Hwang Hee-chan |

### Huitième de finale

#### Portugal - Suisse
| Match 56                      | Portugal | 6 - 1   | Suisse     | Stade de Lusail, Lusail                                                          |                                                                                  |
| 6 décembre 2022 22h00 (UTC+3) | ( Félix) Ramos 17e · ( Fernandes) Pepe 33e · ( Dalot) Ramos 51e · ( Ramos) Guerreiro 55e · ( Félix) Ramos 67e · ( Guerreiro) Leão 90+2e | (2 - 0) | 58e Akanji | Spectateurs : 83 720 Arbitrage : César Arturo Ramos Arbitre vidéo : Drew Fischer | Spectateurs : 83 720 Arbitrage : César Arturo Ramos Arbitre vidéo : Drew Fischer |
| 6 décembre 2022 22h00 (UTC+3) | Rapport |         |            | Spectateurs : 83 720 Arbitrage : César Arturo Ramos Arbitre vidéo : Drew Fischer | Spectateurs : 83 720 Arbitrage : César Arturo Ramos Arbitre vidéo : Drew Fischer |

| Portugal | Suisse |

| PORTUGAL :      |    |                   |  |     |
|                 |    |                   |  |     |
| Gardien de but  | 22 | Diogo Costa       |  |     |
|                 | 05 | Raphaël Guerreiro |  |     |
|                 | 04 | Rúben Dias        |  |     |
|                 | 03 | Pepe              |  |     |
|                 | 02 | Diogo Dalot       |  |     |
|                 | 14 | William Carvalho  |  |     |
|                 | 25 | Otávio            |  | 74e |
|                 | 10 | Bernardo Silva    |  | 81e |
|                 | 11 | João Félix        |  | 74e |
|                 | 26 | Gonçalo Ramos     |  | 74e |
|                 | 08 | Bruno Fernandes   |  | 87e |
| Remplaçants :   |    |                   |  |     |
|                 | 21 | Ricardo Horta     |  | 74e |
|                 | 16 | Vitinha           |  | 74e |
|                 | 07 | Cristiano Ronaldo |  | 74e |
|                 | 18 | Rúben Neves       |  | 81e |
|                 | 15 | Rafael Leão       |  | 87e |
| Sélectionneur : |    |                   |  |     |
| Fernando Santos |    |                   |  |     |

| SUISSE :        |    |                     |     |     |
|                 |    |                     |     |     |
| Gardien de but  | 01 | Yann Sommer         |     |     |
|                 | 13 | Ricardo Rodríguez   |     |     |
|                 | 22 | Fabian Schär        | 43e | 46e |
|                 | 05 | Manuel Akanji       |     |     |
|                 | 02 | Edimilson Fernandes |     |     |
|                 | 10 | Granit Xhaka        |     |     |
|                 | 08 | Remo Freuler        |     | 54e |
|                 | 17 | Ruben Vargas        |     | 66e |
|                 | 15 | Djibril Sow         |     | 54e |
|                 | 23 | Xherdan Shaqiri     |     |     |
|                 | 07 | Breel Embolo        |     | 89e |
| Remplaçants :   |    |                     |     |     |
|                 | 18 | Eray Cömert         | 59e | 46e |
|                 | 06 | Denis Zakaria       |     | 54e |
|                 | 09 | Haris Seferović     |     | 54e |
|                 | 19 | Noah Okafor         |     | 66e |
|                 | 26 | Ardon Jashari       |     | 89e |
| Sélectionneur : |    |                     |     |     |
| Murat Yakın     |    |                     |     |     |

| Assistants : Alberto Morín Miguel Hernández Quatrième arbitre : István Kovács Assistants arbitre vidéo : Massimiliano Irrati Ciro Carbone Pol van Boekel Homme du Match : Gonçalo Ramos |

### Quart de finale

#### Maroc - Portugal
| Match 59                       | Maroc                        | 1 - 0   | Portugal | Stade Al-Thumama, Doha                                                        |                                                                               |
| 10 décembre 2022 18h00 (UTC+3) | ( Attiatallah) En-Nesyri 42e | (1 - 0) |          | Spectateurs : 44 198 Arbitrage : Facundo Tello Arbitre vidéo : Mauro Vigliano | Spectateurs : 44 198 Arbitrage : Facundo Tello Arbitre vidéo : Mauro Vigliano |
| 10 décembre 2022 18h00 (UTC+3) | Rapport                      |         |          | Spectateurs : 44 198 Arbitrage : Facundo Tello Arbitre vidéo : Mauro Vigliano | Spectateurs : 44 198 Arbitrage : Facundo Tello Arbitre vidéo : Mauro Vigliano |

| Maroc | Portugal |

| MAROC :         |    |                   |              |     |
|                 |    |                   |              |     |
| Gardien de but  | 01 | Yassine Bounou    |              |     |
|                 | 25 | Yahya Attiatallah |              |     |
|                 | 06 | Romain Saïss      |              | 57e |
|                 | 18 | Jawad El Yamiq    |              |     |
|                 | 02 | Achraf Hakimi     |              |     |
|                 | 04 | Sofyan Amrabat    |              |     |
|                 | 15 | Selim Amallah     |              | 65e |
|                 | 08 | Azzedine Ounahi   |              |     |
|                 | 17 | Sofiane Boufal    |              | 82e |
|                 | 19 | Youssef En-Nesyri |              | 65e |
|                 | 07 | Hakim Ziyech      |              | 82e |
| Remplaçants :   |    |                   |              |     |
|                 | 20 | Achraf Dari       | 70e          | 57e |
|                 | 21 | Walid Cheddira    | 90+1e, 90+3e | 65e |
|                 | 24 | Badr Benoun       |              | 65e |
|                 | 14 | Zakaria Aboukhlal |              | 82e |
|                 | 26 | Yahya Jabrane     |              | 82e |
| Sélectionneur : |    |                   |              |     |
| Walid Regragui  |    |                   |              |     |

| PORTUGAL :      |    |                   |     |     |
|                 |    |                   |     |     |
| Gardien de but  | 22 | Diogo Costa       |     |     |
|                 | 05 | Raphaël Guerreiro |     | 51e |
|                 | 04 | Rúben Dias        |     |     |
|                 | 03 | Pepe              |     |     |
|                 | 02 | Diogo Dalot       |     | 79e |
|                 | 18 | Rúben Neves       |     | 51e |
|                 | 25 | Otávio            |     | 69e |
|                 | 10 | Bernardo Silva    |     |     |
|                 | 11 | João Félix        |     |     |
|                 | 26 | Gonçalo Ramos     |     | 69e |
|                 | 08 | Bruno Fernandes   |     |     |
| Remplaçants :   |    |                   |     |     |
|                 | 20 | João Cancelo      |     | 51e |
|                 | 07 | Cristiano Ronaldo |     | 51e |
|                 | 15 | Rafael Leão       |     | 69e |
|                 | 16 | Vitinha           | 87e | 69e |
|                 | 21 | Ricardo Horta     |     | 79e |
| Sélectionneur : |    |                   |     |     |
| Fernando Santos |    |                   |     |     |

| Assistants : Ezequiel Brailovsky Gabriel Chade Quatrième arbitre : Iván Barton Assistants arbitre vidéo : Ricardo de Burgos Bengoetxea Diego Bonfá Armando Villarreal Homme du Match : Yassine Bounou |

## Statistiques

### Temps de jeu
| Joueur             | |      |      |      |      | TT | But inscrit | Passe décisive | MJ | MT | Légende |
| ------------------ | --- | ---- | ---- | ---- | ---- | -- | ----------- | -------------- | -- | -- | ------- |
| Gardiens           | Abréviations et symboles : · TT : Total de minutes jouées · MJ : Nombre de matchs joués · MT : Matchs joués en tant que titulaire · : but · : passe décisive · : joueur entré · : joueur remplacé · : joueur blessé · : capitaine · : carton jaune · : carton rouge · |      |      |      |      |    |             |                |    |    |         |
| Diogo Costa        | Abréviations et symboles : · TT : Total de minutes jouées · MJ : Nombre de matchs joués · MT : Matchs joués en tant que titulaire · : but · : passe décisive · : joueur entré · : joueur remplacé · : joueur blessé · : capitaine · : carton jaune · : carton rouge · | 90   | 90   | 90   | 90   | 90 | 450         | -              | -  | 5  | 5       |
| Rui Patrício       | Abréviations et symboles : · TT : Total de minutes jouées · MJ : Nombre de matchs joués · MT : Matchs joués en tant que titulaire · : but · : passe décisive · : joueur entré · : joueur remplacé · : joueur blessé · : capitaine · : carton jaune · : carton rouge · | -    | -    | -    | -    | -  | -           | -              | -  | -  | -       |
| José Sá            | Abréviations et symboles : · TT : Total de minutes jouées · MJ : Nombre de matchs joués · MT : Matchs joués en tant que titulaire · : but · : passe décisive · : joueur entré · : joueur remplacé · : joueur blessé · : capitaine · : carton jaune · : carton rouge · | -    | -    | -    | -    | -  | -           | -              | -  | -  | -       |
| Défenseurs         | Abréviations et symboles : · TT : Total de minutes jouées · MJ : Nombre de matchs joués · MT : Matchs joués en tant que titulaire · : but · : passe décisive · : joueur entré · : joueur remplacé · : joueur blessé · : capitaine · : carton jaune · : carton rouge · |      |      |      |      |    |             |                |    |    |         |
| João Cancelo       | Abréviations et symboles : · TT : Total de minutes jouées · MJ : Nombre de matchs joués · MT : Matchs joués en tant que titulaire · : but · : passe décisive · : joueur entré · : joueur remplacé · : joueur blessé · : capitaine · : carton jaune · : carton rouge · | 90   | 90   | 90   | -    | 39 | 309         | -              | -  | 4  | 3       |
| Diogo Dalot        | Abréviations et symboles : · TT : Total de minutes jouées · MJ : Nombre de matchs joués · MT : Matchs joués en tant que titulaire · : but · : passe décisive · : joueur entré · : joueur remplacé · : joueur blessé · : capitaine · : carton jaune · : carton rouge · | -    | -    | 90 · | 90 · | 79 | 259         | -              | 2  | 3  | 3       |
| Rúben Dias         | Abréviations et symboles : · TT : Total de minutes jouées · MJ : Nombre de matchs joués · MT : Matchs joués en tant que titulaire · : but · : passe décisive · : joueur entré · : joueur remplacé · : joueur blessé · : capitaine · : carton jaune · : carton rouge · | 90   | 90   | -    | 90   | 90 | 360         | -              | -  | 4  | 4       |
| Raphaël Guerreiro  | Abréviations et symboles : · TT : Total de minutes jouées · MJ : Nombre de matchs joués · MT : Matchs joués en tant que titulaire · : but · : passe décisive · : joueur entré · : joueur remplacé · : joueur blessé · : capitaine · : carton jaune · : carton rouge · | 90   | 48 · | -    | 90 · | 51 | 279         | 1              | 2  | 4  | 3       |
| Nuno Mendes        | Abréviations et symboles : · TT : Total de minutes jouées · MJ : Nombre de matchs joués · MT : Matchs joués en tant que titulaire · : but · : passe décisive · : joueur entré · : joueur remplacé · : joueur blessé · : capitaine · : carton jaune · : carton rouge · |      | 42   |      |      |    | 42          | -              | -  | 1  | 1       |
| Pepe               | Abréviations et symboles : · TT : Total de minutes jouées · MJ : Nombre de matchs joués · MT : Matchs joués en tant que titulaire · : but · : passe décisive · : joueur entré · : joueur remplacé · : joueur blessé · : capitaine · : carton jaune · : carton rouge · | -    | 90   | 90   | 90 · | 90 | 360         | 1              | -  | 4  | 4       |
| Danilo Pereira     | Abréviations et symboles : · TT : Total de minutes jouées · MJ : Nombre de matchs joués · MT : Matchs joués en tant que titulaire · : but · : passe décisive · : joueur entré · : joueur remplacé · : joueur blessé · : capitaine · : carton jaune · : carton rouge · | 90   |      |      |      |    | 90          | -              | -  | 1  | 1       |
| António Silva      | Abréviations et symboles : · TT : Total de minutes jouées · MJ : Nombre de matchs joués · MT : Matchs joués en tant que titulaire · : but · : passe décisive · : joueur entré · : joueur remplacé · : joueur blessé · : capitaine · : carton jaune · : carton rouge · | -    | -    | 90   | -    | -  | 90          | -              | -  | 1  | 1       |
| Milieux            | Abréviations et symboles : · TT : Total de minutes jouées · MJ : Nombre de matchs joués · MT : Matchs joués en tant que titulaire · : but · : passe décisive · : joueur entré · : joueur remplacé · : joueur blessé · : capitaine · : carton jaune · : carton rouge · |      |      |      |      |    |             |                |    |    |         |
| William Carvalho   | Abréviations et symboles : · TT : Total de minutes jouées · MJ : Nombre de matchs joués · MT : Matchs joués en tant que titulaire · : but · : passe décisive · : joueur entré · : joueur remplacé · : joueur blessé · : capitaine · : carton jaune · : carton rouge · | 34   | 82   | 9    | 90   | -  | 215         | -              | -  | 4  | 2       |
| Bruno Fernandes    | Abréviations et symboles : · TT : Total de minutes jouées · MJ : Nombre de matchs joués · MT : Matchs joués en tant que titulaire · : but · : passe décisive · : joueur entré · : joueur remplacé · : joueur blessé · : capitaine · : carton jaune · : carton rouge · | 90 · | 90 · | -    | 87 · | 90 | 357         | 2              | 3  | 4  | 4       |
| João Mário         | Abréviations et symboles : · TT : Total de minutes jouées · MJ : Nombre de matchs joués · MT : Matchs joués en tant que titulaire · : but · : passe décisive · : joueur entré · : joueur remplacé · : joueur blessé · : capitaine · : carton jaune · : carton rouge · | 2    | -    | 81   | -    | -  | 83          | -              | -  | 2  | 1       |
| Rúben Neves        | Abréviations et symboles : · TT : Total de minutes jouées · MJ : Nombre de matchs joués · MT : Matchs joués en tant que titulaire · : but · : passe décisive · : joueur entré · : joueur remplacé · : joueur blessé · : capitaine · : carton jaune · : carton rouge · | 77   | 69   | 65   | 9    | 51 | 271         | -              | -  | 5  | 4       |
| Matheus Nunes      | Abréviations et symboles : · TT : Total de minutes jouées · MJ : Nombre de matchs joués · MT : Matchs joués en tant que titulaire · : but · : passe décisive · : joueur entré · : joueur remplacé · : joueur blessé · : capitaine · : carton jaune · : carton rouge · | -    | 8    | 65   | -    | -  | 73          | -              | -  | 2  | 1       |
| Otávio             | Abréviations et symboles : · TT : Total de minutes jouées · MJ : Nombre de matchs joués · MT : Matchs joués en tant que titulaire · : but · : passe décisive · : joueur entré · : joueur remplacé · : joueur blessé · : capitaine · : carton jaune · : carton rouge · | 56   |      |      | 74   | 69 | 199         | -              | -  | 3  | 3       |
| João Palhinha      | Abréviations et symboles : · TT : Total de minutes jouées · MJ : Nombre de matchs joués · MT : Matchs joués en tant que titulaire · : but · : passe décisive · : joueur entré · : joueur remplacé · : joueur blessé · : capitaine · : carton jaune · : carton rouge · | 2    | 8    | 25   | -    | -  | 35          | -              | -  | 3  | 0       |
| Bernardo Silva     | Abréviations et symboles : · TT : Total de minutes jouées · MJ : Nombre de matchs joués · MT : Matchs joués en tant que titulaire · : but · : passe décisive · : joueur entré · : joueur remplacé · : joueur blessé · : capitaine · : carton jaune · : carton rouge · | 88   | 90   | 9    | 81   | 90 | 358         | -              | -  | 5  | 4       |
| Vitinha            | Abréviations et symboles : · TT : Total de minutes jouées · MJ : Nombre de matchs joués · MT : Matchs joués en tant que titulaire · : but · : passe décisive · : joueur entré · : joueur remplacé · : joueur blessé · : capitaine · : carton jaune · : carton rouge · | -    | -    | 81   | 16   | 21 | 118         | -              | -  | 3  | 1       |
| Attaquants         | Abréviations et symboles : · TT : Total de minutes jouées · MJ : Nombre de matchs joués · MT : Matchs joués en tant que titulaire · : but · : passe décisive · : joueur entré · : joueur remplacé · : joueur blessé · : capitaine · : carton jaune · : carton rouge · |      |      |      |      |    |             |                |    |    |         |
| João Félix         | Abréviations et symboles : · TT : Total de minutes jouées · MJ : Nombre de matchs joués · MT : Matchs joués en tant que titulaire · : but · : passe décisive · : joueur entré · : joueur remplacé · : joueur blessé · : capitaine · : carton jaune · : carton rouge · | 88 · | 82   | -    | 74 · | 90 | 334         | 1              | 2  | 4  | 4       |
| Ricardo Horta      | Abréviations et symboles : · TT : Total de minutes jouées · MJ : Nombre de matchs joués · MT : Matchs joués en tant que titulaire · : but · : passe décisive · : joueur entré · : joueur remplacé · : joueur blessé · : capitaine · : carton jaune · : carton rouge · | -    | -    | 90 · | 16   | 11 | 117         | 1              | -  | 3  | 1       |
| Rafael Leão        | Abréviations et symboles : · TT : Total de minutes jouées · MJ : Nombre de matchs joués · MT : Matchs joués en tant que titulaire · : but · : passe décisive · : joueur entré · : joueur remplacé · : joueur blessé · : capitaine · : carton jaune · : carton rouge · | 13 · | 21   | 25   | 3 ·  | 21 | 83          | 2              | -  | 5  | 0       |
| Gonçalo Ramos      | Abréviations et symboles : · TT : Total de minutes jouées · MJ : Nombre de matchs joués · MT : Matchs joués en tant que titulaire · : but · : passe décisive · : joueur entré · : joueur remplacé · : joueur blessé · : capitaine · : carton jaune · : carton rouge · | 2    | 8    | -    | 74 · | 69 | 153         | 3              | 1  | 4  | 2       |
| Cristiano Ronaldo  | Abréviations et symboles : · TT : Total de minutes jouées · MJ : Nombre de matchs joués · MT : Matchs joués en tant que titulaire · : but · : passe décisive · : joueur entré · : joueur remplacé · : joueur blessé · : capitaine · : carton jaune · : carton rouge · | 88   | 82   | 65   | 16   | 39 | 290         | 1              | -  | 5  | 3       |
| André Silva        | Abréviations et symboles : · TT : Total de minutes jouées · MJ : Nombre de matchs joués · MT : Matchs joués en tant que titulaire · : but · : passe décisive · : joueur entré · : joueur remplacé · : joueur blessé · : capitaine · : carton jaune · : carton rouge · | -    | -    | 25   | -    | -  | 25          | -              | -  | 1  | 0       |
| Total              | Abréviations et symboles : · TT : Total de minutes jouées · MJ : Nombre de matchs joués · MT : Matchs joués en tant que titulaire · : but · : passe décisive · : joueur entré · : joueur remplacé · : joueur blessé · : capitaine · : carton jaune · : carton rouge · |      |      |      |      |    |             |                |    |    |         |
| Équipe du Portugal | Abréviations et symboles : · TT : Total de minutes jouées · MJ : Nombre de matchs joués · MT : Matchs joués en tant que titulaire · : but · : passe décisive · : joueur entré · : joueur remplacé · : joueur blessé · : capitaine · : carton jaune · : carton rouge · | 90   | 90   | 90   | 90   | 90 | 450         | 12             | 10 | 5  | -       |

| Buts | Joueurs           | Adversaires   |
| ---- | ----------------- | ------------- |
| 3    | Gonçalo Ramos     | Suisse (3)    |
| 2    | Bruno Fernandes   | Uruguay (2)   |
| 2    | Rafael Leão       | Ghana, Suisse |
| 1    | Cristiano Ronaldo | Ghana         |
| 1    | João Félix        | Ghana         |
| 1    | Ricardo Horta     | Corée du Sud  |
| 1    | Pepe              | Suisse        |
| 1    | Raphaël Guerreiro | Suisse        |

| Passes | Joueurs           | Adversaires          |
| ------ | ----------------- | -------------------- |
| 3      | Bruno Fernandes   | Ghana (2), Suisse    |
| 2      | Raphaël Guerreiro | Uruguay, Suisse      |
| 2      | Diogo Dalot       | Corée du Sud, Suisse |
| 2      | João Félix        | Suisse (2)           |
| 1      | Gonçalo Ramos     | Suisse               |